# Życie jest piękne (film 1940)
Życie jest piękne (cz. Život je krásný) – czeski czarno-biały film komediowy w reżyserii Ladislava Broma, zrealizowany w 1940 w Protektoracie Czech i Moraw. 

## Obsada
- Oldřich Nový jako pisarz Jan Herold
- Lída Baarová jako malarka Jarmila Bendová
- Bedřich Veverka jako Bedřich, sekretarz Herolda
- Zita Kabátová jako malarka Helena
- Ladislav Pešek jako rzeźbiarz Vojta Polívka
- Jiří Steimar jako wydawca Arnošt Hartl
- Lola Skrbková jako urzędniczka u Hartla
- Václav Trégl jako gospodarz
- František Paul jako komisarz policji
- Vladimír Majer jako krawiec Láska
- Růžena Šlemrová jako ciotka Hermína
- František Filipovský jako sekretarz Hartla
- Antonín Zacpal jako służący wróżki
- Jiří Vondrovič jako fotoreporter
- Betty Tolarová jako pokojówka w hotelu
- Vladimír Řepa jako oberżysta
- Ladislav Brom jako listonosz
- Zdeněk Martínek jako gość w atelier
- Miloslav Svoboda jako kelner
- Jindřich Láznička jako kelner